# Mentesa dels bàstuls
Mentesa dels bàstuls (Mentesa Bastia) fou una ciutat estat dels bàstuls a la Bètica. Plini l'esmenta com Mentesani, qui et Bastuli per distingir-la de la Mentesa dels oretans.